# Allende (Chihuahua)
Allende é um município do estado de Chihuahua, no México.